# Финниан Клонардский
Финниан Клонардский (около 470, Мишалл — 549 или 552) — ирландский святой, миссионер, основоположник ирландского монашества. Родился в Ленстере, в графстве Карлоу, в знатной семье. Его первым наставником был ученик святого Патрика Фортчерн. Примером для подражания Финниана был Мартин Турский. После пребывания в Галлии, Финиан поселился в Уэльсе, где жил Кадок Мудрый. Затем он посетил монастырь, которым управляла святая Бригита. Святые Витей (Bitheus) и Генок (Genocus) сопровождали святого Финниана из Клонарда во время его путешествия в Ирландию. 
В 520 году он основал собственный монастырь Клонард. Его учеником был Колумба.